# San Ildefonso (Bulacan)
San Ildefonso  is een gemeente in de Filipijnse provincie Bulacan op het eiland Luzon. Bij de laatste census in 2007 had de gemeente ruim 93 duizend inwoners.

## Geografie

### Bestuurlijke indeling
San Ildefonso is onderverdeeld in de volgende 36 barangays:
| - Akle - Alagao - Anyatam - Bagong Barrio - Basuit - Bubulong Malaki - Bubulong Munti - Buhol na Mangga - Bulusukan - Calasag - Calawitan - Casalat | - Gabihan - Garlang - Lapnit - Maasim - Makapilapil - Malipampang - Mataas na Parang - Matimbubong - Nabaong Garlang - Palapala - Pasong Bangkal - Pinaod | - Poblacion - Pulong Tamo - San Juan - Santa Catalina Bata - Santa Catalina Matanda - Sapang Dayap - Sapang Putik - Sapang Putol - Sumandig - Telapatio - Umpucan - Upig |

## Demografie
San Ildefonso had bij de census van 2007 een inwoneraantal van 93.438 mensen. Dit zijn 13.482 mensen (16,9%) meer dan bij de vorige census van 2000. De gemiddelde jaarlijkse groei komt daarmee uit op 2,17%, hetgeen hoger is dan het landelijk jaarlijks gemiddelde over deze periode (2,04%). Vergeleken met de census van 1995 is het aantal mensen met 24.119 (34,8%) toegenomen.

De bevolkingsdichtheid van San Ildefonso was ten tijde van de laatste census, met 93.438 inwoners op 128,71 km², 538,6 mensen per km².